# Grigorij Grigorjevič Engelhardt
Grigorij Grigorjevič Engelhardt (rusko Григорий Григорьевич Энгельгардт), ruski general, * 1759, † 1834.
Bil je eden izmed pomembnejših generalov, ki so se borili med Napoleonovo invazijo na Rusijo; posledično je bil njegov portret dodan v Vojaško galerijo Zimskega dvorca.

## Življenje
6. maja 1776 je vstopil v Izmailovski polk in 3. decembra 1779 je bil kot poročnik premeščen v Nevski mušketirski polk. Sodeloval je v bojih proti Švedom (1788-90) kot stotnik v Rjazanskemu mušketirskemu polku. V bojih, v katerih je bil večkrat ranjen, se je odlikoval in bil povišan v podpolkovnika; 26. oktobra 1798 je bil povišan v polkovnika in 5. februarja 1800 v generalmajirja. 15. marca istega leta je postal poveljnik Staroingermanlandskega mušketirskega polka, s katerim se je udeležil avstrijske kampanje (1805) ter vojne leta 1806-07. 
Od leta 1808 je bil nameščen v Moldaviji in Vlaški, kjer se je v letih 1809−11 boril proti Turkom. Leta 1812 je postal poveljnik 2. brigade 8. pehotne divizije. Naslednje leto se je zaradi ran upokojil.
Leta 1815 je bil aktiviran za drugo francosko kampanjo, pri čemer je bil poveljnik 1. brigade 8. pehotne divizije, nakar pa je postal poveljnik 3. brigade 23. pehotne divizije.
28. februarja 1816 je bil dokončno upokojen.